# 33498 Juliesmith
33498 Juliesmith è un asteroide della fascia principale. Scoperto nel 1999, presenta un'orbita caratterizzata da un semiasse maggiore pari a 2,4097696 UA e da un'eccentricità di 0,0613178, inclinata di 8,43399° rispetto all'eclittica.